# Johan Olai
Johan Olai, född 1 maj 1804 i Allhelgona församling, Östergötlands län, död 2 juni 1865 i Västra Eds församling, Kalmar län, var en svensk präst.

## Biografi
Johan Olai föddes 1804 i Allhelgona församling. Han var son till bonden Olof Johansson och Katarina Eriksdotter. Johan Olai blev 1824 student vid Uppsala universitet och prästvigdes 1827. Han blev 1835 komminister i Hedvig Eleonora församling, Stockholm och 1844 regementspastor vid livbeväringen. Johan Olai blev 1845 kyrkoherde i Västra Eds församling och 1859 kontraktsprost i Norra Tjusts kontrakt. Han avled 1865 i Västra Eds församling.

### Familj
Johan Olai gifte sig 20 juni 1839 med Emilia Albertina de Maré (1814–1900), dotter till bergsrådet och bruksägaren Jacob Gustaf de Maré och Helena Emerentia Hoppenstedt. De fick tillsammans barnen ombudsmannen Johan Olof Emil Gustaf Olai (1841–1900) vid Statens järnvägar, Emma Maria Olia (född 1843) som var gift med bergsnotarien Ernst Georg Schröder, kammarskrivaren Otto Samuel Olai (1844–1888), Ernst Baltzar Olai (–1846–1856) och Matilda Levcadie Olai (född 1847).